# Тайц, Макс Аркадьевич
Макс Аркадьевич Тайц (21 января 1904, Варшава — 23 июля 1980, Жуковский, Московская область) — советский учёный в области аэродинамики, теории реактивных двигателей и лётных испытаний воздушных судов, один из заместителей начальника Лётно-исследовательского института (1956—1974), Доктор технических наук (1955), профессор (1957), дважды лауреат Сталинской премии (1949 и 1953), заслуженный деятель науки и техники РСФСР (1961).

## Биография

### Ранние годы
Родился 21 января 1904 года в Варшаве. В 1915 году семья Тайцев бежала от войны в Москву, где Макс вместе с младшим братом учился в частной гимназии Соколова-Коробова на Садово-Триумфальной (в советское время переименованной в школу № 81). Образование по окончании школы продолжил на механическом факультете Московского высшего технического училища. Параллельно с учёбой зарабатывал на жизнь переплётчиком и корректором в ряде издательств Москвы. Обучаясь на последнем курсе МВТУ начал работать старшим техником в НИИ ВВС, проходил лётную практику в Севастополе.
В 1925 году женился на студентке МГУ Ираиде Зеест (ставшей впоследствии известным советским археологом). В 1929 году успешно окончил МВТУ и был направлен на работу в ЦАГИ.

### Научная и инженерная деятельность

#### Работа в Центральном аэрогидродинамическом институте
Работал вместе с В. С. Ведровым в Секции летных исследований ЦАГИ, которой руководил А. В. Чесалов. Первую благодарность руководства получил за участие в испытаниях самолёта ТБ-5, которые проводил М. М. Громов. В 1932 году один из испытательных полётов отметился аварийной ситуацией, вот как вспоминал об этом Михаил Громов:

… мне пришлось выполнить последний испытательный полёт …, решивший судьбу четырёхмоторного бомбардировщика Григоровича. Самолёт … представлял собой моноплан с высоким расположением крыльев. С каждой стороны под крылом находилось по два мотора, расположенных тандемом … Перегородка отделяла переднюю кабину от хвостовой части. Два пилотских места. На одном разместился я, на другом — штурман, записывавший показания приборов. В хвостовой части были двое — Макс Аркадьевич Тайц и Александр Васильевич Чесалов, ставшие впоследствии крупными учеными. В турели на хвосте находился инженер Даниил Степанович Зосим. … Мы взлетели с Центрального аэродрома и, постепенно набирая высоту, облетели Москву с юга, дойдя до её юго-западных окраин. Определив потолок, начали спуск … Когда полет совершался уже над южной окраиной Москвы на высоте примерно пятисот метров, я вдруг услышал душераздирающий крик механика: «Михал Михалыч, пожар! Горим!». Оглянулся влево назад и увидел, что задний мотор нашего ТБ-5 объят пламенем. Мы над границей аэродрома. Выключаю моторы. Приземляемся. Схожу на землю, и, о чудо, — мотор застрял на шасси и не зажал колеса. Никто не убит! Какая радость! Но бледный Макс Аркадьевич Тайц мне сообщает, что, когда отвалился мотор, Александр Васильевич Чесалов выпрыгнул с парашютом. Мы видели, что парашют раскрылся. Чесалов приземлился благополучно.

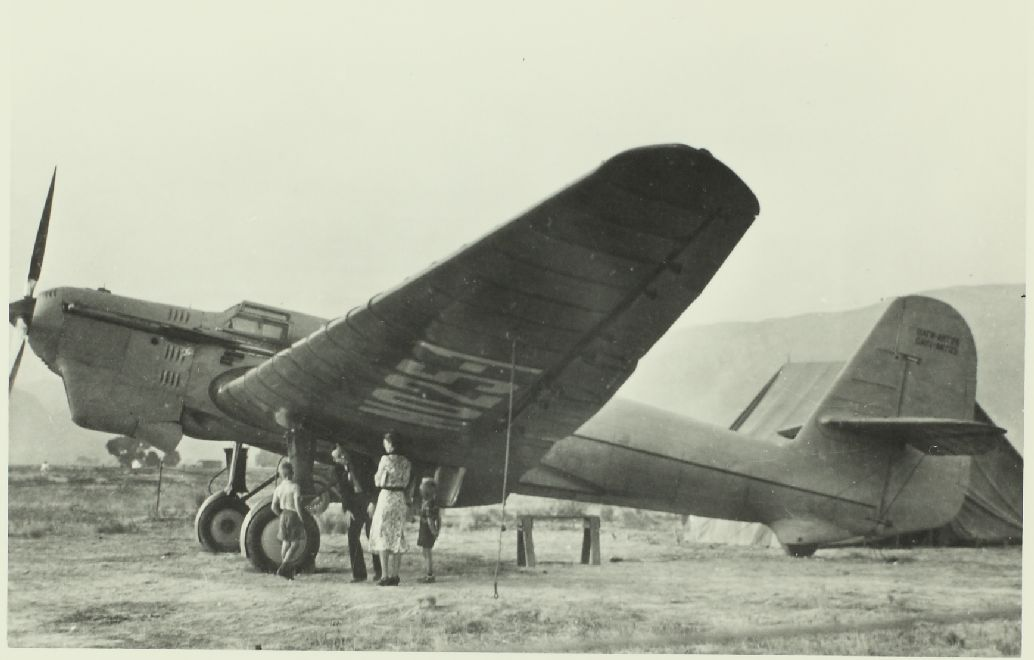
АНТ-25, совершивший с экипажем М. М. Громова беспосадочный перелёт Москва — Северный полюс — Сан-Джасинто (Калифорния, США, июль 1937 года)

В 1934—1937 годах работал в технической комиссии по подготовке рекордных полётов на дальность самолёта АНТ-25. Сыграл большую роль в подготовке самолёта к перелёту экипажа Валерия Чкалова в США и планированию этого полёта. Л. Л. Селяков в своих воспоминаниях отметил:

Интересно напомнить, что это Макс Аркадьевич Тайц порекомендовал Андрею Николаевичу Туполеву, с целью улучшения аэродинамики, обшить крыло самолёта АНТ-25 поверх гофра полотном, что и было выполнено. Самолёт прибавил 1000 км дальности.
Тайц участвовал также в подготовке рекордного перелёта экипажа М. М. Громова в США. За эту работу был награждён первым орденом Трудового Красного Знамени. Тайц был одним из большого коллектива авторов «Справочника авиаконструктора», опубликованного ЦАГИ в 1937 году.
В 1930-х годах совместно с А. И. Макаревским провёл комплекс работ по созданию измерительной аппаратуры и методов лётных исследований для оценки прочности авиационных конструкций, распределений давления по несущим поверхностям, оптических методов измерения деформаций конструкции.
В 1938 году, после ареста его старшего брата (Давида), не дожидаясь ареста, сам уволился из ЦАГИ и устроился работать инженером-редактором в Государственной научной библиотеке НКТП, где редактировал статьи по авиационной тематике в журнале «Новости технической литературы», а в 1939 году смог перейти на работу в качестве декана факультета теоретической механики Всесоюзной промышленной академии. Однако, в 1940 году его посетила делегация ЦАГИ с приглашением вернуться на работу туда в качестве начальника группы.

#### Работа в Лётно-исследовательском институте
Вместе с А. В. Чесаловым, В. С. Ведровым и Г. С. Калачёвым входил в число инициаторов создания в 1941 году ЛИИ на базе Секции летных исследований (СЛИ) ЦАГИ, которой руководил А. В. Чесалов. В отличие от активно работавшего уже тогда НИИ ВВС, главной задачей которого были государственные лётные испытания самолётов, ЛИИ должен был возглавить опережающие лётные исследования, необходимые разработчикам и изготовителям авиационной техники. Работу в ЛИИ начал в должности начальника лаборатории № 2 — исполняющего обязанности заместителя начальника института по науке.
В годы войны руководил эвакуацией научной части института в Новосибирск, а затем возглавил на Московской и Новосибирской базах института научные и летно-испытательные работы в области повышения максимальной скорости полёта, расширения маневренных возможностей, уменьшения расхода топлива серийных истребителей и бомбардировщиков, поставляемых на фронт. В этот период под его научным руководством были выполнены лётные испытания для оперативного улучшения лётно-технических и эксплуатационных характеристик боевых самолётов.
Одновременно с работой в помощь фронту руководил созданием опубликованного в 1944 году второго тома «Руководства для конструкторов» (РДК, выпускавшегося ЦАГИ), посвященного методам лётных испытаний.
В 1944 году руководство НКАП СССР, зная Тайца как выдающегося ученого, владеющего немецким языком, направило его руководителем технической группы на полигон Пенемюнде (Германия), где испытывались самолёты-снаряды ФАУ-1 и баллистические ракеты ФАУ-2.
Ветераны ЛИИ вспоминали:

Интересно отметить, что советская техническая группа остановилась ночевать в расположенном недалеко от полигона замке, хозяйка которого была очень испугана вторжением русских, ожидая от них, очевидно, чего-то варварского и непотребного. Однако, когда Макс Аркадьевич обратился к ней на изысканном немецком языке, она буквально потеряла дар речи.
В 1945—1947 годах вместе с А. В. Чесаловым выступил инициатором создания первых летающих лабораторий ЛИИ на базе самолёта Ту-2 для испытаний реактивных двигателей. Тайцем была разработана теория подобия для авиационных турбореактивных двигателей (ТРД), позволяющая по результатам лётных испытаний двигателей при случайных сочетаниях внешних факторов определять характеристики ТРД для заданных, в том числе стандартных, условий полёта.
Руководил лётными исследованиями и испытаниями отечественных реактивных истребителей МиГ-9, МиГ-15, МиГ-19, Су-9 и др. Результаты этих работ и вклад в развитие теории и методов лётных испытаний был отмечены Сталинской премией 3 степени за 1949 год.
В конце 1940-х годов (во вторую волну гонений на евреев) также как и Марк Галлай был уволен из института. Позднее, в связи с работами по созданию беспилотной реактивной и ракетной техники и созданием в ЛИИ (в 1952 году) профильного подразделения (комплекса № 7) для проведения исследований в этом направлении, был вновь приглашен в ЛИИ для развёртывания указанных работ совместно с будущим начальником института В. В. Уткиным и А. М. Знаменской. Был назначен заместителем начальника комплекса № 7 В. В. Уткина.

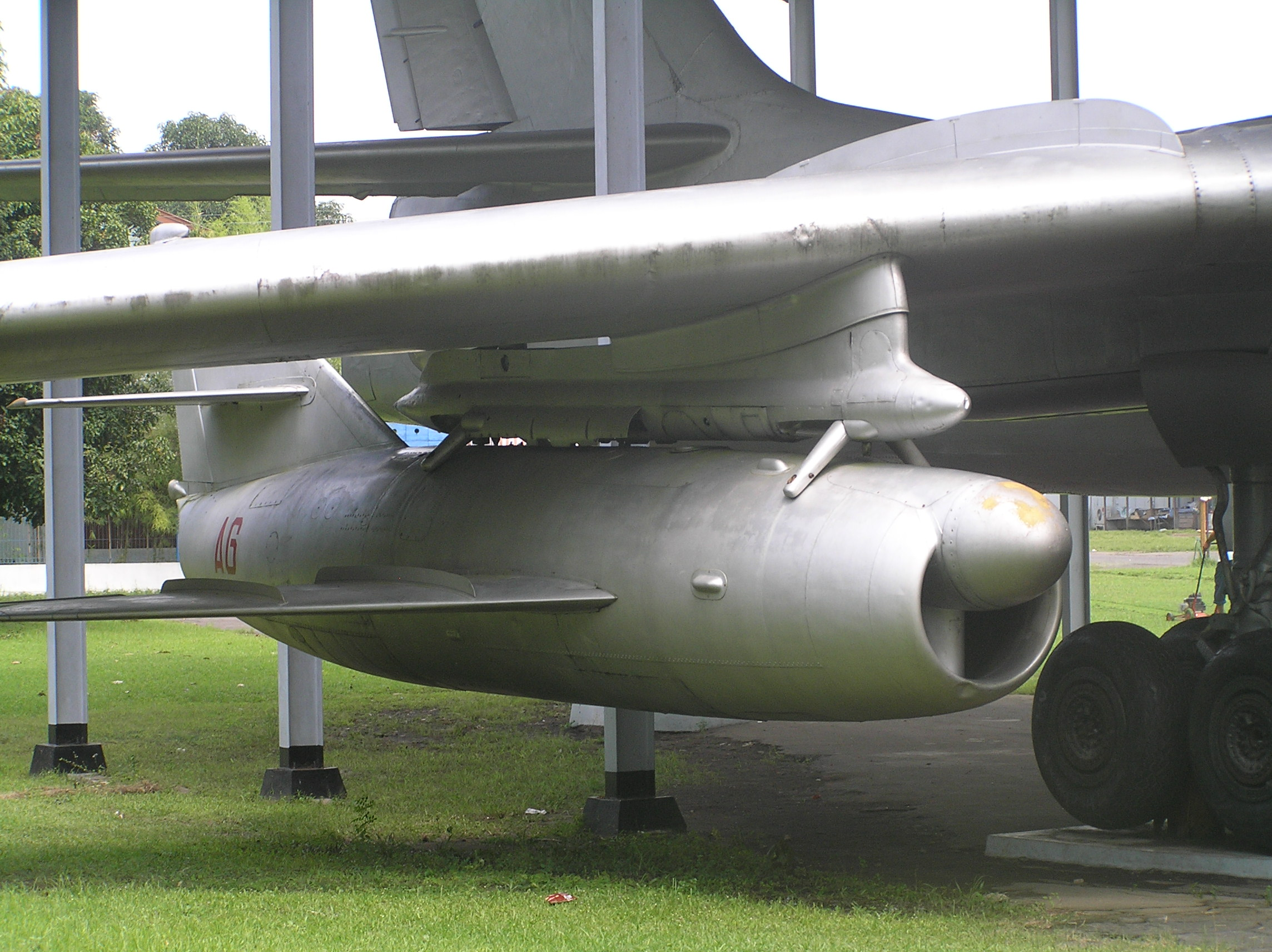
Крылатый снаряд КС-1 «Комета» под крылом бомбардировщика Ту-16

Тайц сыграл важную роль в создании отечественных беспилотных крылатых снарядов (КС) в части их лётных испытаний и отработки систем автоматического управления, начиная с противокорабельной крылатой ракеты КС-1, испытаниями которой он руководил от ЛИИ.

В процессе испытаний выяснилось, к примеру, что при переходе на самонаведение снаряд постепенно-постепенно стал отклоняться и уходить от цели. Почему-то в системе наведения накапливалась ошибка. Заместитель начальника ЛИИ Макс Аркадьевич Тайц, регулярно бывавший на испытаниях КС в Багерове с самого их начала, привлек к этой работе своего молодого аспиранта Е. Н. Арсеньева. Итогом его настойчивой трехмесячной работы стало основательное изменение алгоритма управления, в который вкралась ошибка. За участие в этой работе М. А. Тайц был удостоен Сталинской премии, а Евгений Николаевич Арсеньев — ордена «Знак почета».
В 1956 году по настоянию тогдашнего начальника ЛИИ Н. С. Строева был назначен его заместителем, хотя многие в руководстве отрасли противились этому из-за национальности Тайца, его нежелания вступать в партию и родственников (как репрессированных в 1930-х годах, так и проживающих за границей).
Тайц был инициатором и основным руководителем создания советской системы сертификации гражданских самолётов и вертолётов. Эта работа велась в конце 1960-х годов для подготовки к вступлению СССР в ИКАО. Вот как вспоминал об этом А. Д. Миронов:

Нужно сказать, что инициатором вступления СССР в ИКАО был знаменитый Макс Аркадьевич Тайц, много лет бывший замом начальника ЛИИ по науке. Именно он начал ставить вопрос перед министром и министерством о необходимости вступления в ИКАО, доказывая важность взаимной координации технических требований к авиационным средствам. В течение 3-4 лет Тайцу удалось убедить руководство МАПа, что это нужно делать.
Головной организацией в СССР по сертификации гражданской авиационной техники был определён ЛИИ, а непосредственное руководство работами осуществлял именно Тайц. В частности, он организовал проведение в 1970 году совместного советско-французского симпозиума по вопросам нормирования лётной годности и сертификации самолётов. В числе руководителей и участников работ были также Н. С. Строев, В. В. Уткин, А. Д. Миронов, В. В. Косточкин, В. И. Бочаров и др. Совместно с организациями МАП и МГА были разработаны и внедрены первые отечественные нормы лётной годности самолётов (НЛГС-1, позднее НЛГС-2 и −3), вертолётов (НЛГВ-1 и −2) и процедуры сертификации по этим нормам.
В период с 1960 по 1970 годы руководил работами ЛИИ в рамках создания единой государственной системы автоматического управления воздушным движением, навигацией и посадкой военных и гражданских самолётов (система «Полёт»). С использованием накопленного в этих работах научно-технического задела позднее был создан пилотажно-навигационный комплекс «Купол», испытаниями которого в ЛИИ также руководил Тайц. За большие личные заслуги в области автоматизации управления самолётами награждён в 1966 году вторым орденом Ленина.

#### Подготовка научных и инженерных кадров
В разное время Тайц преподавал в МВТУ (1938—1940), МАИ, МАТИ (1940—1941) и МФТИ (1955—1980). C 1965 по 1974 годы заведовал кафедрой автометрии на Факультете аэромеханики и летательной техники (ФАЛТ) МФТИ.

### Смерть

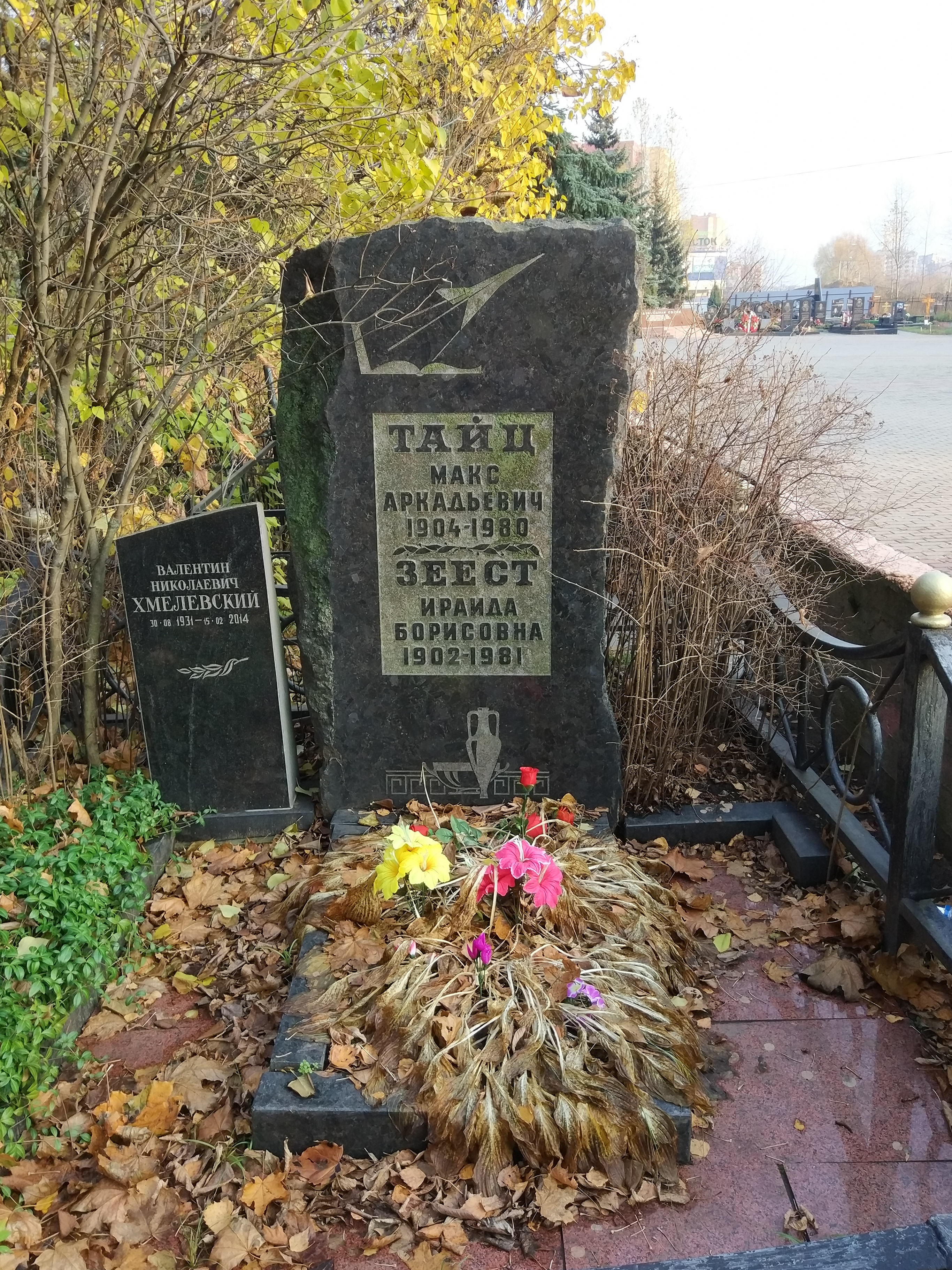
Могила М. А. Тайца

Макс Аркадьевич Тайц умер 23 июля 1980 года, похоронен в Жуковском на Быковском кладбище.

### Семья
Отец — Тайц, Ицхок-Аарон (Исаак-Аркадий) Захарович (1868—1935), уроженец Ковно (Литва, Российская империя), коммивояжёр (возил образцы железных и скобяных товаров по городам России и за рубежом).
Мать — Тайц (Виленчук) Сара Мовшевна (Софья Моисеевна) (1874—1951), уроженка предместья Ковно (Литва).
Был женат (1925—1980), жена — Зеест, Ираида Борисовна (1902—1981), уроженка Санкт-Петербурга (Российская империя), окончила филологический факультет Московского государственного университета, доктор исторических наук, работала в Государственном музее изобразительных искусств имени А. С. Пушкина и в Институте археологии Академии наук СССР.
Дочери: Хмелевская (Тайц), Ирина Максовна (1932 года рождения) и Флорковская (Тайц), Елена Максовна (1940 года рождения).

## Награды и звания
- Заслуженный деятель науки и техники РСФСР (1961)
- Лауреат Сталинской премии 3 степени — 1949 год, за испытания первых отечественных реактивных истребителей (МиГ-9 и др.) и вклад в развитие теории и методов лётных испытаний
- Лауреат Сталинской премии 2 степени — 1953 год, за испытания первых отечественных крылатых ракет
- Награждён:двумя орденами Ленина (1944 и 1966 годы), орденом Октябрьской Революции, орденом Отечественной войны I степени (1945), тремя орденами Трудового Красного Знамени, медалью «За оборону Москвы» (1944 год), медалью «В ознаменование 100-летия со дня рождения В. И. Ленина» (1970 год), медалью «Ветеран труда», золотой медалью ВДНХ СССР

## Память

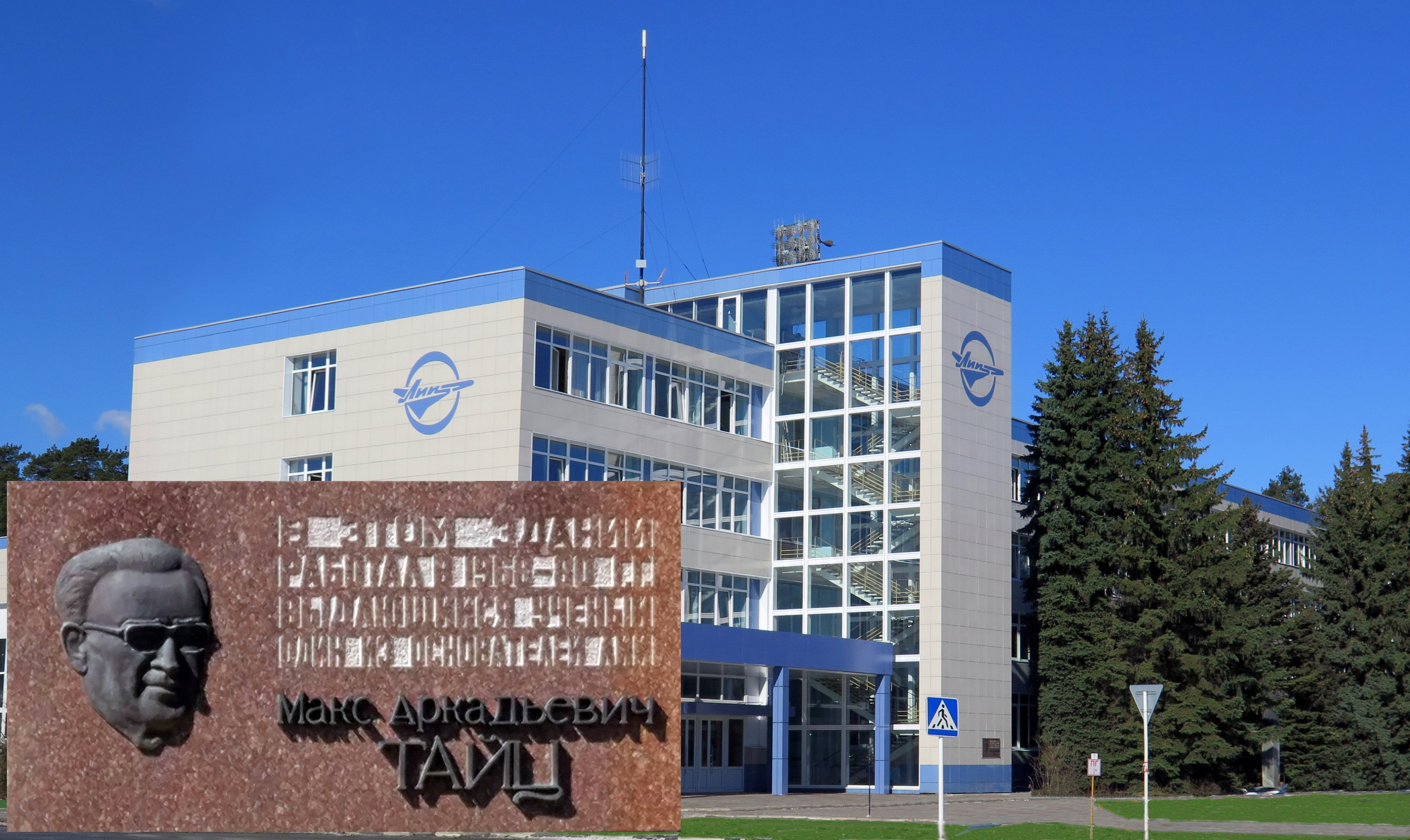
Мемориальная доска памяти М. А. Тайца в ЛИИ им. М. М. Громова

- На главном административном корпусе ЛИИ им. М. М. Громова, где работал М. А. Тайц, установлена мемориальная доска с его бронзовым барельефом